# Натрон
Натрон — солоно-лужне озеро на півночі Танзанії в регіоні Аруша, біля кордону з Кенією. Лежить у рифті Грегорі — частині Східно-Африканського рифту. Басейн Натрону охороняється відповідно до Рамсарської конвенції. Основою водопостачання озера є басейн річки Південна Евасо Нгіро, що тече з багатої на мінерали місцевості в Кенії.
Глибина й берегова лінія озера змінюються залежно від сезону та кількості опадів. Сезонні зливи над озером трапляються в травні-грудні, сумарна кількість опадів сягає 800 мм. Температура води в неглибоких заболочених місцях у гарячий сезон може сягати 50 °C.

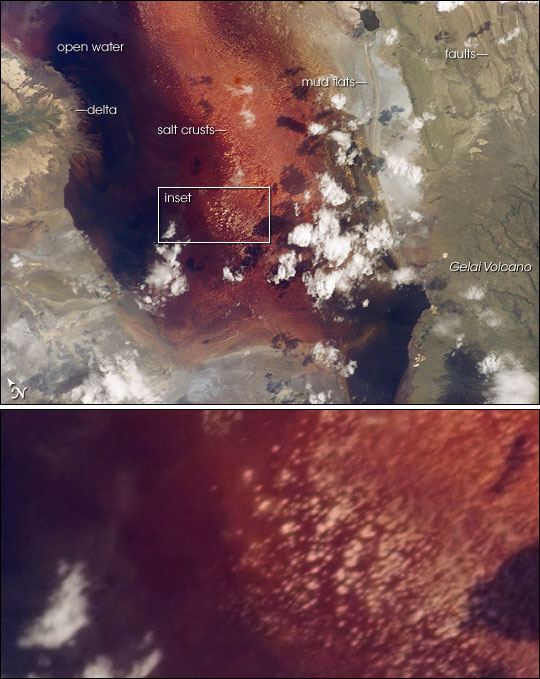
Південна частина озера Натрон (згори). Можна також побачити скарпи розломів та вулкан Гелай. Численні майже білі соляні «плоти» розкидані по найбільш мілким частинам озера (вставка).

Озеро вкрите шаром солі, який залежно від обставин може мати рожевий і червоний кольори, що є наслідком життєдіяльності мікроорганізмів у воді. Натрон є місцем проживання мільйонної колонії фламінго, зокрема озеро — єдине місце розмноження малого фламінго. Також Натрон є місцем проживання двох видів тиляпії Alcolapia latilabris та Alcolapia ndalalani, також проживає Alcolapia alcalica.
Через своє унікальне біоутворення басейн озера Натрон 2001 року внесений Рамсарською конвенцією до списку водно-болотних угідь міжнародного значення.
Біля озера розташовано кемпінги, звідки здійснюються туристичні сходження до гір Ол-Доїньйо-Ленгаї.